# Lista campioanelor regionale la fotbal din liga a doua maghiară
Mai jos, o lista a echipelor românești care au jucat in liga a doua maghiara și care au devenit campioane ale seriilor in care au evoluat.
| Sezoane | Districtul de Sud | Districtul de Sud        | Districtul de Sud | Districtul de Est        | Districtul de Est        | Districtul de Est     | Districtul Central | Districtul Central  | Districtul Central |
| ------- | ----------------- | ------------------------ | ----------------- | ------------------------ | ------------------------ | --------------------- | ------------------ | ------------------- | ------------------ |
| #       | Campioni          | Vicecampioni             | Locul al treilea  | Campioni                 | Vicecampioni             | Locul al treilea      | Campioni           | Vicecampioni        | Locul al treilea   |
| 1907-08 | –                 | –                        | –                 | Academia Comercială Cluj | Club Atletic Cluj        | CS Feroviar Cluj      | –                  | –                   | –                  |
| 1908-09 | –                 | –                        | Club Atletic Arad | Academia Comercială Cluj | Club Atletic Cluj        | CS Feroviar Cluj      | –                  | –                   | –                  |
| 1909-10 | Club Atletic Arad | –                        | –                 | Academia Comercială Cluj | CS Feroviar Cluj         | CFR Simeria           | –                  | –                   | –                  |
| 1910-11 | Club Atletic Arad | Clubul Atletic Timișoara | –                 | CS Feroviar Cluj         | Academia Comercială Cluj | Club Atletic Cluj     | –                  | –                   | –                  |
| 1911-12 | –                 | –                        | –                 | Academia Comercială Cluj | Club Atletic Cluj        | Clubul Gimnastic Cluj | –                  | Club Atletic Oradea | AS Oradea          |

| Sezoane  | Districtul de Sud - Seria Arad | Districtul de Sud - Seria Arad | Districtul de Sud - Seria Arad | Districtul Transilvaniei | Districtul Transilvaniei | Districtul Transilvaniei        | Districtul de Est   | Districtul de Est | Districtul de Est | Districtul de Est | Districtul de Est | Districtul de Est     |
| -------- | ------------------------------ | ------------------------------ | ------------------------------ | ------------------------ | ------------------------ | ------------------------------- | ------------------- | ----------------- | ----------------- | ----------------- | ----------------- | --------------------- |
| Sezoane  | Districtul de Sud - Seria Arad | Districtul de Sud - Seria Arad | Districtul de Sud - Seria Arad | Districtul Transilvaniei | Districtul Transilvaniei | Districtul Transilvaniei        | Seria Oradea        | Seria Oradea      | Seria Oradea      | Seria Ujhorod     | Seria Ujhorod     | Seria Ujhorod         |
| #        | Campioni                       | Vicecampioni                   | Locul al treilea               | Campioni                 | Vicecampioni             | Locul al treilea                | Campioni            | Vicecampioni      | Locul al treilea  | Campioni          | Vicecampioni      | Locul al treilea      |
| 1912-13  | Clubul Atletic Timișoara       | AG Arad                        | Club Atletic Arad              | Academia Comercială Cluj | Club Atletic Cluj        | Clubul Gimnastic Cluj           | Club Atletic Oradea | –                 | AS Oradea         | –                 | –                 | AGS Satu Mare         |
| 1913-14  | Chinezul Timișoara             | Clubul Atletic Timișoara       | AS Arad                        | Club Atletic Cluj        | Clubul Gimnastic Cluj    | CFR Simeria                     | Club Atletic Oradea | –                 | –                 | –                 | –                 | AS Sighetul Maramureș |
| 1916-17* | Chinezul Timișoara             | AMEF Arad                      | –                              | –                        | –                        | –                               | –                   | –                 | –                 | –                 | –                 | –                     |
| 1917-18* | Chinezul Timișoara             | –                              | AMEF Arad                      | –                        | –                        | –                               | –                   | –                 | –                 | –                 | –                 | –                     |
| 1918-19  | AMEF Arad                      | Chinezul Timișoara             | –                              | Club Atletic Cluj        | Clubul Gimnastic Cluj    | Clubul Atletic Universitar Cluj | –                   | –                 | –                 | –                 | –                 | –                     |

* Sezon neoficial.
| Sezoane | Seria Cluj          | Seria Cluj   | Seria Cluj        | Seria Secuiască de Sud  | Seria Secuiască de Sud | Seria Secuiască de Sud | Seria Secuiască de Nord | Seria Secuiască de Nord | Seria Secuiască de Nord |
| ------- | ------------------- | ------------ | ----------------- | ----------------------- | ---------------------- | ---------------------- | ----------------------- | ----------------------- | ----------------------- |
| #       | Campioni            | Vicecampioni | Locul al treilea  | Campioni                | Vicecampioni           | Locul al treilea       | Campioni                | Vicecampioni            | Locul al treilea        |
| 1940-41 | Club Atletic Oradea | FC Baia Mare | Club Atletic Cluj | Textila Sfântu Gheorghe | AS Gheorgheni          | AS Târgu Secuiesc      | AS Târgu Mureș          | AEFMC Târgu Mureș       | CA Cristuru Secuiesc    |

| Sezoane | Seria Tisa de Sus | Seria Tisa de Sus | Seria Tisa de Sus | Seria Cluj | Seria Cluj     | Seria Cluj                      | Seria Criș | Seria Criș   | Seria Criș       | Seria Secuiască    | Seria Secuiască         | Seria Secuiască  | Seria Secuiască   | Seria Secuiască   | Seria Secuiască  |
| ------- | ----------------- | ----------------- | ----------------- | ---------- | -------------- | ------------------------------- | ---------- | ------------ | ---------------- | ------------------ | ----------------------- | ---------------- | ----------------- | ----------------- | ---------------- |
| Sezoane | Seria Tisa de Sus | Seria Tisa de Sus | Seria Tisa de Sus | Seria Cluj | Seria Cluj     | Seria Cluj                      | Seria Criș | Seria Criș   | Seria Criș       | Grupa Ciuc         | Grupa Ciuc              | Grupa Ciuc       | Grupa Harghita    | Grupa Harghita    | Grupa Harghita   |
| #       | Campioni          | Vicecampioni      | Locul al treilea  | Campioni   | Vicecampioni   | Locul al treilea                | Campioni   | Vicecampioni | Locul al treilea | Campioni           | Vicecampioni            | Locul al treilea | Campioni          | Vicecampioni      | Locul al treilea |
| 1944-45 | FC Baia Mare      | –                 | –                 | CFM Cluj   | Bastionul Cluj | Clubul Atletic Universitar Cluj | –          | –            | Stăruința Oradea | AS Sfântu Gheorghe | Textila Sfântu Gheorghe | AS Gheorgheni    | ASCFS Târgu Mureș | AEFMC Târgu Mureș | AS Târgu Mureș   |

## Clasamentul all-time al campioanelor regionale
| Loc | Club                             | Titluri | Ani                                |
| --- | -------------------------------- | ------- | ---------------------------------- |
| 1   | Academia Comercială Cluj         | (4)     | 1907-08, 1908-09, 1909-10, 1911-12 |
| 2   | CA Oradea                        | (3)     | 1912-13, 1913-14, 1940-41          |
| 3   | Clubul Gimnastic Cluj (CFR Cluj) | (3)     | 1910-11, 1912-13, 1944–45*         |
| 4   | Club Atletic Arad                | (2)     | 1909-10, 1910-11                   |
| 5   | Club Atletic Cluj                | (2)     | 1913-14, 1918-19                   |
| 6   | Textila Sfântu Gheorghe          | (2)     | 1940-41, 1944–45*                  |
| 7   | CA Timișoara                     | (1)     | 1912-13                            |
| 8   | Chinezul Timișoara               | (1)     | 1913-14                            |
| 9   | ASM Arad                         | (1)     | 1918-19                            |
| 10  | AS Târgu Mureș                   | (1)     | 1940-41                            |
| 11  | FC Baia Mare                     | (1)     | 1944–45*                           |

* Campionat întrerupt.

## Campioane regionale pe orașe
| Oraș            | Titluri | Cluburi câștigătoare                        |
| --------------- | ------- | ------------------------------------------- |
| Cluj-Napoca     | 8       | Academia Comercială (4), CG/CFR (2), CA (2) |
| Oradea          | 3       | CAO (3)                                     |
| Arad            | 3       | CAA (2), AMEF (1)                           |
| Timișoara       | 2       | CAT (1), Chinezul (1)                       |
| Târgu Mureș     | 1       | AS (1)                                      |
| Sfântu Gheorghe | 1       | Textila (1)                                 |
| Baia Mare       | 1       | FC Baia Mare                                |

## Vezi și
- Prima ligă maghiară
- Liga a 2-a maghiară